# Aeroporto di Poitiers Biard
L'aeroporto di Poitiers-Biard è un aeroporto francese situato vicino alla città di Poitiers, nel dipartimento della Vienne.